# 西田勇
西田 勇（にしだ いさむ、1897年 - 1984年）は、福井県出身の建築家。
大阪府営繕課に勤務。無味乾燥になりがちな公共建築物に凛とした気品を与える作風で戦前、戦後に掛けてを多くの作品をてがけた。

## 略歴
- 1897年- 福井県福井市で誕生。
- 1925年- 済美館を設計する。
- 1929年- 曽根崎警察署庁舎を設計する。
- 1931年- 北野中学校校舎を設計する。
- 1972年- 長野市立百川臨海学校を設計する。
- 1984年- 死去。

## 作品
- 済美館（1925年）[1]
- 曽根崎警察署庁舎（1929年）
- 北野中学校校舎（1931年）
- 大阪セルロイド会館（北館1931年、南館1937年）[2]

## 参考
- 川島智生「戦前期大阪府営繕課について　技手.西田勇の経歴と建築活動」『日本建築学会2002年度大会（北陸）学術講演梗概集』。